# Sorbmegáisá
De Sorbmegáisá is een berg in het noorden van Noorwegen. De berg ligt in een afgelegen gebied nabij het gehucht Engnes en binnen de driehoek Storslett, Djupvik en Olderdalen, in de gemeente Nordreisa in de provincie Troms. Op de oostelijke helling stroomt de beek Sorbmejohka naar de Reisaelva toe.
De Sorbmagáisá is al eeuwen berucht om de lawines. Sorbmegáisá betekent in de taal van de Samen Dodelijke berg. Vooral bij zuidwestenwind is er lawinegevaar.